# Hesperoptenus gaskelli
Hesperoptenus gaskelli is een zoogdier uit de familie van de gladneuzen (Vespertilionidae). De wetenschappelijke naam van de soort werd voor het eerst geldig gepubliceerd door Hill in 1983.